# Cobalt natif
Le cobalt natif est un métal présent dans la nature, essentiellement constitué de cobalt. Extrêmement rare, ce minéral se présente sous la forme de grains de taille micrométrique dans les placers de la rivière Aidyrlya au sud de l'Oural. Il a aussi été trouvé dans les prélèvements sous-marins de la chaîne médio-atlantique lors de l'expédition Albatros (Albatross expedition) en 1965, ainsi que plus tard sur la Lune, par exemple sur Mare Crisium.
Le cobalt n'a pas été proposé par la communauté scientifique à l'attention de l'IMA, et en conséquence, il n'appartient pas officiellement à la classe minéralogique des éléments natifs.

## Historique de la description et de l'appellation
La première étude documentée sur ce « minéral natif » est due à l'école russe, par l'article de M.I. Novgorodova en 1994. Mais en 1966, les études de microscopie électronique sur des échantillons prélevés au sein des formations volcaniques médio-atlantiques avaient déjà fermement attesté sa présence sur la Terre. 

## Cristallographie et cristallochimie
La maille de son système cristallin est hexagonale compacte.

## Gîtologie, occurrences et gisements

### Autres gisements caractéristiques
- Australie

Mine de tungstène d'Elliot, vallée du Canard, Torrington, comté Clive, Nouvelle Galles du Sud
- États-Unis

Little Chief Peak (sommet du Petit Chef ou La Petite Tête), bassin du Sultan, comté Snohomish, état de Washington
- Russie

dépôts aurifères de la rivière Aidyrlya, oblast de Orenburg, Oural du Sud
Ryas, région de Tioumen, Oural du Nord